# Wappen von Mainz (Schiff)
Die  Wappen von Mainz war ein 1960/61 erbautes Ausflugsschiff der Köln-Düsseldorfer Deutsche Rheinschiffahrt AG, das bis zum 5. Oktober 2004 im Plandienst zwischen Mainz und Köln eingesetzt war. In der Folgezeit hielt sie die Reederei als Reserveschiff für die aktive Flotte vor. Zur Teilfinanzierung eines Schiffneubaus wurde sie im September 2010 bei der De Hoop-Werft in Zahlung gegeben. Nachdem sich kein Käufer für das Schiff gefunden hatte, wurde es im November 2012 verschrottet.

## Geschichte

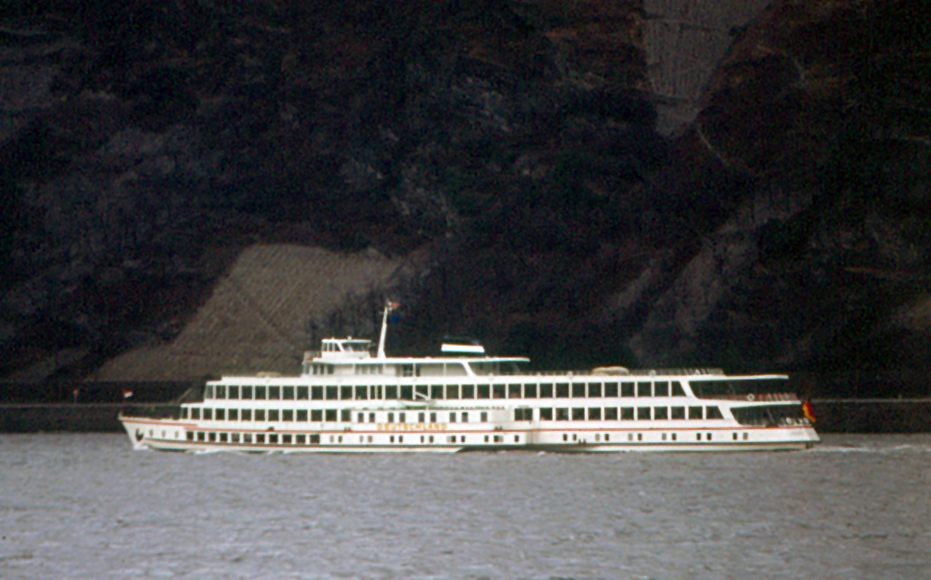
Nach dem Wiederaufbau im März 1970 als Deutschland

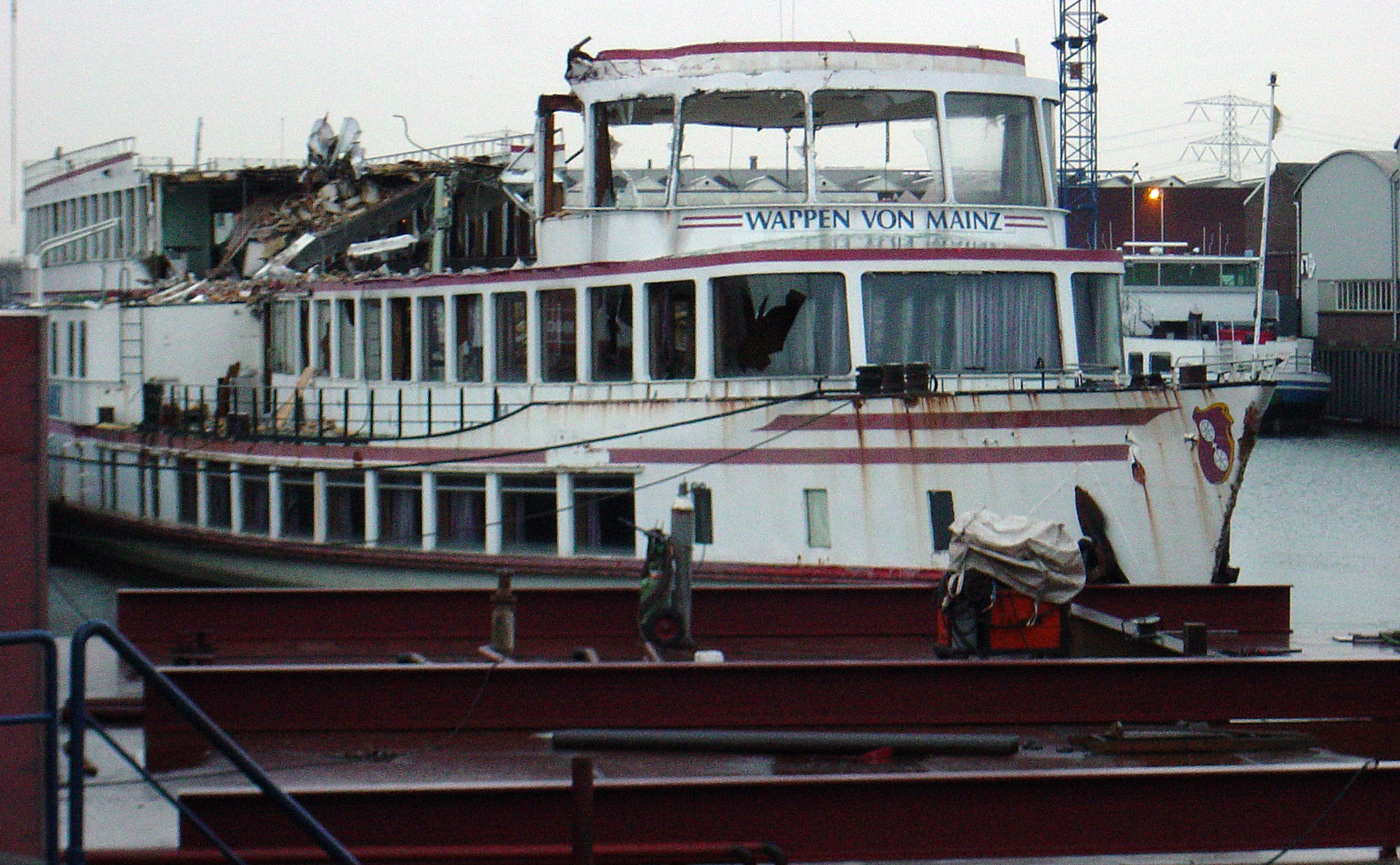
Verschrottung im November 2012 in Maasbracht

Das Fahrgastschiff wurde in den Jahren 1960 und 1961 durch die Kölner Werft, Ewald Berninghaus im Mülheimer Hafen unter der Baunummer 779 für die Düsseldorfer Dampfschifffahrts-Gesellschaft für den Nieder- und Mittelrhein gebaut. Die Kiellegung erfolgte am 15. August 1960, der Stapellauf am 22. März des Folgejahres. Die Baukosten betrugen 3,5 Mio. D-Mark. Am 18. Mai 1961 taufte Ellen Stinnes, die damals fünfzehnjährige Tochter des Aufsichtsratsvorsitzenden der Gesellschaft Hugo Stinnes, das Schiff in Düsseldorf auf den Namen Deutschland. Zwei Tage später übernahm die Deutschland für die Betriebsgemeinschaft Köln-Düsseldorfer Rheindampfschiffahrt die erste Planfahrt im Tagesausflugsverkehr nach Mainz. Sie war bei Inbetriebnahme für 3200 Fahrgäste zugelassen und damit das Schiff mit der höchsten Fahrgastzulassung auf europäischen Binnengewässern. Am 16. Mai 1967 fusionierten die DGMN und die Preußisch-Rheinische Dampfschiffahrtsgesellschaft zur Köln-Düsseldorfer Deutsche Rheinschiffahrt AG. Die Eignerschaft aller Schiffe der beiden Unternehmen wurde in die neue Gesellschaft übertragen.
Am 23. Februar 1968 brannte die Deutschland im Kölner Rheinauhafen vollständig aus. Das Feuer, das vermutlich durch am Vortag durchgeführte Schweißarbeiten im Küchenbereich ausgelöst wurde, zerstörte das Haupt-, das Oberdeck und das Freideck vollständig. Zwei Schlepper zogen das schwimmfähige Wrack am Folgetag in den Mülheimer Hafen. Im Anschluss erfolgte in der Kölner Werft ein kompletter Neubau der zerstörten Decks in Leichtbauweise. Der Schiffsrumpf wurde dabei um 1,60 m verlängert, zusätzlich erhielt das Schiff zwei neue Dieselmotoren. Die bisher eingesetzten vier 312 kW leistenden Motoren verwendete die Schiffswerft Christof Ruthof für das von der Reederei in Auftrag gegebene Fluss-Kreuzfahrtschiff Britannia. Die Reparatur- und Umbaukosten lagen bei 3,1 Mio. DM. Die Wiederindienststellung erfolgte am 3. April 1969. Die zulässige Fahrgastzahl wurde auf 2700 reduziert.
Da die Köln-Düsseldorfer den bisherigen Namen für ein neu gebautes Kabinenschiff (die spätere Alemannia) verwenden wollte, benannte sie das Schiff am 29. März 1971 in Drachenfels um. Am 11. Mai 1985 taufte der damalige Mainzer Oberbürgermeister Jockel Fuchs sie im Rahmen einer Feier auf den Namen Wappen von Mainz um. Den alten Schiffsnamen verwendete die Reederei für das im gleichen Jahr fertiggestellte Ausflugsschiff Drachenfels.
Nachdem die Köln-Düsseldorfer zur Saison 2004 mit der RheinMagie ein bedeutend moderneres und wirtschaftlicheres Fahrgastschiff in Betrieb nahm, wurde die Wappen von Mainz letztmals am 5. Oktober im Plandienst auf einer Fahrt von Rüdesheim nach Koblenz eingesetzt. In der Folgezeit hielt sie die Reederei als Reserveschiff für die aktive Flotte vor – sie kam aber nur noch in mehreren Jahren in der Adventszeit als schwimmender Weihnachtsmarkt am Kölner Rheinufer zum Einsatz. Im Gegensatz zu den aktiven Ausflugsschiffen der Flotte wurde ihr Besitz im Dezember 2008 nicht an die hundertprozentige Unternehmenstochter KD Europe S.à r.l in Luxemburg übertragen. Zur Teilfinanzierung eines Schiffneubaus wurde sie 2010 bei der De Hoop-Werft in Zahlung gegeben und am 8. September 2010 dorthin überführt. Da die Köln-Düsseldorfer vertraglich den Einsatz auf dem für Touristen interessanten Mittelrhein ausschloss, wurde kein Käufer gefunden, so dass die Wappen von Mainz im November 2012 in Maasbracht abgewrackt wurde.

### Besondere Einsätze

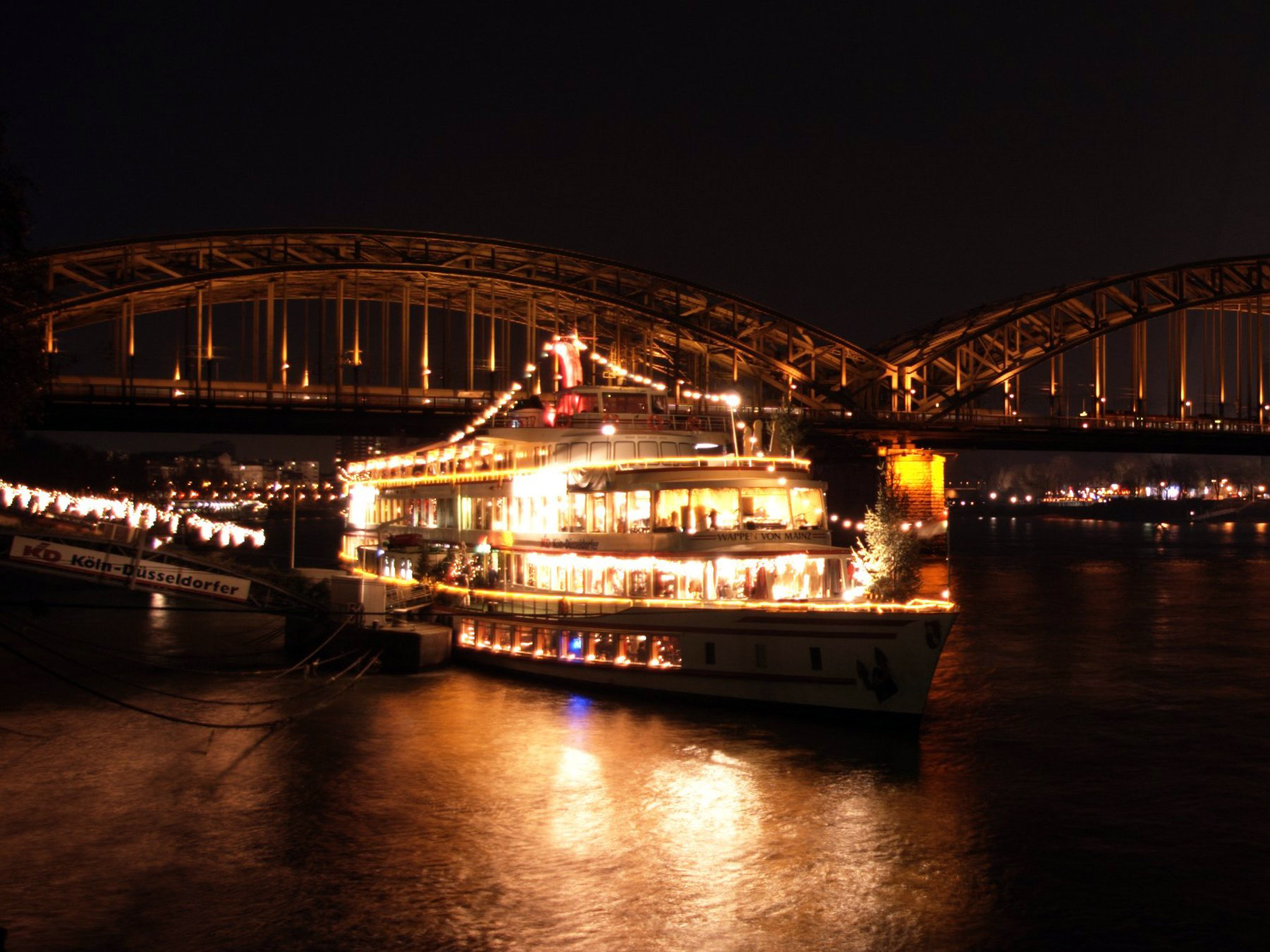
Schwimmender Weihnachtsmarkt 2006

- Am 25. April 1967 transportierte die Deutschland die Trauergemeinschaft des Staatsbegräbnisses von Konrad Adenauer nach dem Gottesdienst im Kölner Dom zur Teilnahme an der Beerdigung in seinem Heimatort Rhöndorf bis zum Rheinanleger Grafenwerth bei Bad Honnef. Der Sarg des ersten Bundeskanzlers der Bundesrepublik Deutschland war auf dem vorausfahrenden Schnellboot Kondor der Bundesmarine aufgebahrt.[3]

- Am 30. Juni 1974 fand auf dem Schiff die Abschieds-Party von Bundespräsident Gustav Heinemann statt. Die Fahrt führte von Bonn bis Andernach und zurück.

- Vom 9. Juni bis 23. Juli 1990 war die Wappen von Mainz als Ausstellungsschiff zum Jubiläum „500 Jahre Post“ auf dem Rhein unterwegs. Sie lag dabei tageweise in Duisburg, Düsseldorf, Köln, Bonn, Koblenz, Wiesbaden-Biebrich, Mainz, Mannheim, Speyer und Kehl vor Anker. Die Besucher der Ausstellung konnten ihre Briefe in einem auf Bord eingerichteten Postamt mit ein Aufdruck eines Sonderstempels des jeweiligen Anlegeortes versehen lassen. Das Schiff war vor seinem Einsatz großflächig an den Seitenwänden mit braun-gelben Paketen verkleidet worden.[1]

## Ausstattung und Technik

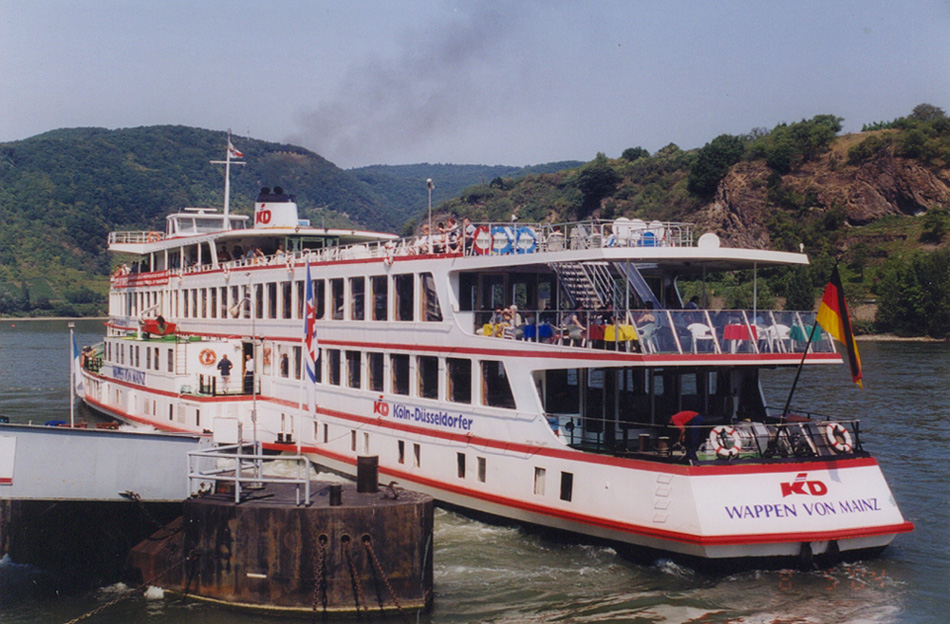
Abfahrt in Boppard, 2004

Die Wappen von Mainz war ein Vierdeck-Fahrgastschiff mit einer Nutzfläche von 1300 m² und einer durchschnittlichen Deckenhöhe von 2,20 m. An die im Bug des Unterdecks eingerichtete Bar mit 118 Plätzen schloss sich im Mittelschiff der Eingangsbereich mit Garderobe an. Dahinter befand sich der Maschinenraum an den sich achtern zehn Mannschafts-Ruhekabinen sowie Kühl- und Versorgungsräume anschlossen. In den beiden durch die Eingangshalle getrennten Restaurants im Hauptdeck waren insgesamt 380 Plätze vorhanden. Die teilweise behindertengerechten Toilettenanlagen und das Schiffsbüro wurden in der Eingangshalle eingerichtet. Im Oberdeck waren ebenfalls zwei Restaurants mit einer Kapazität von für 366 Gäste. Das vordere Restaurant war bugseitig mit einer großflächigen Verglasung versehen. Achtern schloss sich an das hintere Restaurant ein überdachtes Freideck mit 30 Plätzen an. Auf dem durch den versenkbaren Steuerstand und anderen Aufbauten geteilten Sonnendeck fanden bis zu 1000 Fahrgäste Platz. In den geschlossenen Decks der Wappen von Mainz waren fünf Salons vorhanden. Das Schiff war zuletzt nur noch für maximal 2000 Fahrgäste zugelassen.
Das Schiff wurde über zwei 12-Zylinder-Dieselmotoren von Deutz à 735 kW vom Typ SBA12M421 über zwei fünfflügelige Voith-Schneider-Antriebe Größe 20 vom Typ E/110 angetrieben. Das Schiff war 90,65 m lang, 15,80 m breit (9,00 m  Ober- und Freideck) und 10,20 m hoch. Der Tiefgang wurde mit maximal 1,58 m angegeben.